# Stephen Smale
Stephen Smale (Flint, 15 luglio 1930) è un matematico, attivista e collezionista statunitense, noto per i suoi contributi in topologia, geometria differenziale, e sistemi dinamici. Per i suoi studi è stato insignito della medaglia Fields nel 1966 e del premio Wolf per la matematica nel 2006.
Smale è anche un appassionato collezionista di cristalli naturali, un'attività che lo ha portato a mettere in piedi una pregevolissima collezione mineralogica, oggetto di pubblicazione.

## Biografia
Smale non fu un talento precoce: interessatosi più alla chimica durante gli studi liceali, finì poi per rivolgersi alla fisica negli studi superiori, con l'iscrizione all'Università del Michigan nel 1948. Negli anni universitari fu molto impegnato in viaggi e in attività politica, quest'ultima legata al suo impegno attivo in favore dell'affermazione dei diritti umani. In un primo periodo, gli studi condotti non ebbero risultati molto brillanti. Dopo un fallimento in un corso di fisica, decise di cambiare strada e di rivolgersi alla matematica. Dopo un buon avvio, iniziò di nuovo a collezionare voti piuttosto bassi, con un profitto altalenante. Riuscì comunque a essere ammesso al Ph.D. ma anche qui il suo curriculum fu caratterizzato da risultati mediocri, fino a quando lo scarso rendimento non gli procurò un severo richiamo formale da parte di Theophil Henry Hildebrandt, direttore del dipartimento, che lo invitò con durezza a un impegno più proficuo negli esami, pena l'espulsione dal percorso di studi dottorali. Fu dopo questa minaccia che Smale iniziò a impegnarsi in modo duro nello studio. Si trovò a essere il primo studente dottorale di Raoul Bott, pioniere della topologia differenziale, che allora, giovane professore, era appena agli esordi di una brillante carriera scientifica che l'avrebbe portato al premio Wolf per la matematica nel 2006: Smale ebbe la fortuna di ricevere da Bott una tesi su un argomento per lui abbordabile e a lui congeniale che, sotto la sua supervisione, gli consentì di superare le difficoltà incontrate negli studi e di ottenere il dottorato nel 1957.
Tuttavia, lo scarso impegno passato, insieme al profitto non brillante dimostrato negli studi, gli procurarono un giudizio negativo da parte del direttore Hildebrandt, che, in una lettera di referenze su un suo lavoro, arrivò a definire Smale come "uno studente mediocre, inconcludente".

### Carriera accademica
La sua carriera di insegnamento iniziò all'Università di Chicago. Nel 1960 divenne professore alla Università della California a Berkeley. Nel 1961 si spostò alla Columbia University per tornare ancora a Berkeley nel 1964.
Nel 1994 è divenuto Professor of Mathematics and Economics all'Università della California a Berkeley. È stato Distinguished University Professor alla City University di Hong Kong dal 1995 al 2001 e dal 1º agosto 2009 al 1º agosto 2014. 
Dal 2002 è professore al Toyota Technical Institute di Chicago, istituto di ricerca affiliato all'Università di Chicago.

### Paradosso di Smale e congettura di Poincaré generalizzata
Nel 1958 sorprese i matematici di tutto il mondo con la costruzione del paradosso di Smale, ovvero di un metodo che permette di "rivoltare la sfera" nello spazio tridimensionale.
Nel 1960 dimostrò la congettura di Poincaré generalizzata per dimensioni maggiori o uguali a 7. In seguito, riuscì a estendere lo stesso metodo dimostrativo al caso delle dimensioni 5 e 6. In questo modo, la congettura di Poincaré risultava provata per tutte le dimensioni superiori a 4 (nel 1982, Michael Freedman avrebbe risolto la congettura nello spazio a 4 dimensioni, mentre l'ultimo tassello della dimostrazione, quello in dimensione 3, sarebbe arrivato solo nel 2002, ottenuto da Grigori Perelman con metodi diversi, non topologici come quelli di Smale, ma ispirati a una strategia di attacco "geometrizzante", così come delineata da Richard Hamilton, utilizzando il flusso di Ricci scoperto da quest'ultimo).
Nel 1963 ottenne un brillante risultato topologico, il teorema dell'h cobordismo, con cui Smale fornì, per la prima volta, un criterio per classificare ampie classi di varietà, valutandone l'equivalenza a meno di un diffeomorfismo.

### Sistemi dinamici

La mappa a ferro di cavallo è la composizione di 3 trasformazioni geometriche

Dopo aver dato enormi contribuiti nel campo della topologia, Smale si dedicò alla teoria del caos e allo studio dei sistemi dinamici, campo nel quale è noto per l'introduzione della mappa a ferro di cavallo, da lui presentata a Kiev, nel 1961, in occasione di una conferenza sulle oscillazioni non lineari. Si tratta di un "importante strumento di produzione di caos per sistemi sia conservativi sia dissipativi".
Utilizzando il suo bagaglio di competenze topologiche, definì un approccio teorico noto come analisi globale (58-XX, secondo la classificazione delle ricerche matematiche). 
Altri suoi contributi sono la teoria qualitativa dei sistemi su una varietà e la dimostrazione di alcuni teoremi di esistenza per sistemi di equazioni differenziali ellittiche non lineari.

### Problemi di Smale
Nel 1998 stilò una lista di 18 problemi matematici irrisolti da proporre come sfida alla comunità dei matematici per il XXI secolo (problemi di Smale), sulla scia di quanto fatto nel secolo precedente da David Hilbert con il suo celebre elenco di problemi. Tra i suoi, Smale inserì anche alcuni dei problemi di Hilbert ancora irrisolti, come l'ipotesi di Riemann e la seconda parte del XVI problema di Hilbert. Nel suo elenco vi sono le equazioni di Navier-Stokes e le classi di complessità P e NP, scelti successivamente dal Clay Institute fra i Problemi per il millennio. Il suo elenco ancora annoverava la dimostrazione della congettura di Poincaré in tre dimensioni, una questione ancora irrisolta a quell'epoca, prima della dimostrazione datane Grigorij Jakovlevič Perel'man.

### Attivismo politico
Fin dagli anni universitari, Smale è stato attivo in alcuni movimenti politici, tra cui il Free Speech Movement.

### The Smale Collection

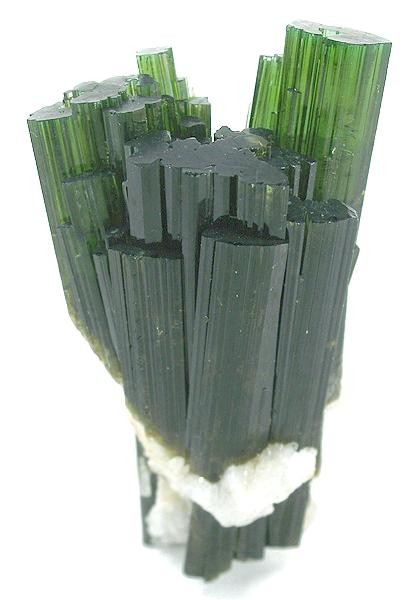
Esemplare di Elbaite dalla Collezione Smale.

Oltre agli interessi politici e matematici, Smale, durante tutta la sua vita, ha coltivato un'intensa attività di collezionista di cristalli naturali, condivisa con sua moglie Clara Davis (3 febbraio 1930 ~ 28 aprile 2011): la quantità di minerali da loro accumulati ha dato vita a una della più belle collezioni mineralogiche private esistenti al mondo.
Moltissime fotografie di esemplari della sua pregevolissima raccolta sono state rese disponibili sul progetto Wikimedia Commons. 101 fotografie, scattate da lui stesso o dal fotografo specialista Jeff Scovil, sono riprodotte nell'apparato di illustrazioni del libro The Smale Collection. Beauty in Natural Crystals.

### Riconoscimenti e premi
I brillanti risultati ottenuti negli anni sessanta gli valsero alla vittoria della Medaglia Fields dell'Unione matematica internazionale consegnatagli a Mosca durante il Congresso internazionale dei matematici del 1966, e il premio Veblen dell'American Mathematical Society.
Nel 1996 ha ricevuto la National Medal of Science, assegnata dalla National Science Foundation.
Per i suoi studi sui sistemi dinamici, nel 2005 ha vinto il premio Jürgen Moser Lecture (SIAG/Dynamical Systems), conferito dalla Society for Industrial and Applied Mathematics (SIAM)
Nel 1988 ha vinto il Premio Chauvenet e nel 2006 è stato insignito del Premio Wolf per la matematica.

## Opere divulgative
- Matematica sulla spiaggia, Il caos e il ferro di cavallo, Roma, Di Renzo Editore, 2011